# Krasnopavlivka
Krasnopavlovka
Krasnopavlivka (ukrainien : Краснопавлівка) ou Krasnopavlovka (russe : Краснопавловка), littéralement « du beau Paul » ou « de Krasnopavlov », est une commune urbaine de l'oblast de Kharkiv, en Ukraine. Elle dépend administrativement du raïon de Lozova, et compte 6 763 habitants en 2021.

## Géographie
La commune urbaine de Krasnopavlivka est baignée par la rivière Orilka, affluente de la rivière Oril, dans le bassin hydrographique du fleuve Dniepr. Elle se situe juste à l'ouest du réservoir de Krasnopavlivske, qui alimente le Canal Dniepr - Donbass, joignant le Dniepr à la rivière Donets. La commune se trouve à 94  kilomètres au sud de la ville de Kharkiv.